# Montboyer
Montboyer är en kommun i departementet Charente i regionen Nouvelle-Aquitaine i västra Frankrike. Kommunen ligger  i kantonen Chalais som ligger i arrondissementet Angoulême. År 2022 hade Montboyer 329 invånare.

## Befolkningsutveckling
Antalet invånare i kommunen Montboyer
Referens:INSEE